# تحصیل تنگی
تحصیل تنگی (به انگلیسی: Tangi Tehsil) یک تحصیل در پاکستان است که در خیبر پختونخوا واقع شده‌است. تحصیل تنگی ۴۲۸٬۲۳۹ نفر جمعیت دارد.